# كيإي ميكورييا
كيإي ميكورييا (باليابانية: 御厨 景) (مواليد 29 أغسطس 1977)، هو لاعب كرة قدم ياباني سابق كان يلعب كمدافع.

## وصلات خارجية
- كيإي ميكورييا على موقع الاتحاد الدولي (مؤرشف)  (الإنجليزية)
- كيإي ميكورييا على موقع رابطة كرة القدم اليابانية للمحترفين (اليابانية)
- كيإي ميكورييا على موقع عالم كرة القدم.نت (الإنجليزية)